# Astragalus bourgaeanus
Astragalus bourgaeanus är en ärtväxtart som beskrevs av Ernest Saint-Charles Cosson. Astragalus bourgaeanus ingår i släktet vedlar, och familjen ärtväxter. Inga underarter finns listade i Catalogue of Life.